# Cordillera Sillillica
La cordillera Sillillica es un cordón de montañoso situado entre la Región de Tarapacá y el Departamento de Potosí que se eleva hasta más de 5000 m y se ubica sobre la frontera internacional al noreste del salar de Huasco.
Luis Risopatrón describe los siguientes accidentes geográficos del lugar en su Diccionario Jeográfico de Chile de 1924:: 844 :
Sillillica (Apacheta de) 20° 09' 68° 44' Se encuentra al E del cerro del mismo nombre; se erijió en ella una pirámide divisoria con Bolivia, a la altitud de 4 590 m, el 4 de julio de 1906. 116, p. 202; 15-1; i 156: apacheta oriental en 116, p. 548. 550 i 581; i apacheta mas oriental en la p. 527; i roquete en 155, p. 763; i mojón Sililica en 116. p. 50.
Sillillica (Cerro de) 20° 08' 68° 47' Se levanta a 4 830 m de altitud, en la parte central de la cordillera del mismo nombre. 63, p. 82; 116, p. 350; 154: i 156; i pico en 77. p. 92; i 87. p. 881: I cerro Siquilaca en 58, p. 146 (Orrego Córfez. 1888).
Sillillica (Cordillera de) 20° 09' 68° 45' Es limitánea con Bolivia, presenta picos de mas de 5 000 m de altitud i se levanta en los oríjenes de la quebrada de aquel nombre. 65. p. SO: 96. p. 114: 116. p. 266; i 134.
Sillillica (Morros de) 20° 09' 68° 46' Se levantan a 4 880 m ele altitud, en la parte central ríe la cordillera del mismo nombre. 134: i 156: i monte en 155. p. 763.
Sus laderas occidentales son drenadas por el río Collacagua y las orientales por el río Sacaya.